# Slohokej Liga 2011/2012
Slohokej Liga 2011/2012 var den tredje och sista gången som Slohokej Liga spelades. Ligan bestod av 7 lag, varav fem från Slovenien samt ett lag vardera från Kroatien och Serbien, som totalt spelade 24 omgångar i grundserien. De främsta laget gick direkt in i semifinal, medan de övriga sex spelade kvartsfinal.

## Grundserien
| Nr | Lag                   | S  | V  | ÖV | ÖF | F  | GM  | IM  | MS  | P  |
| -- | --------------------- | -- | -- | -- | -- | -- | --- | --- | --- | -- |
| 1  | HDK Maribor           | 24 | 16 | 3  | 2  | 3  | 106 | 67  | +39 | 56 |
| 2  | HK Partizan           | 24 | 12 | 3  | 2  | 7  | 101 | 63  | +38 | 44 |
| 3  | HK Triglav Kranj      | 24 | 11 | 2  | 1  | 10 | 85  | 84  | +1  | 38 |
| 4  | HK Olimpija Ljubljana | 24 | 10 | 1  | 2  | 11 | 96  | 100 | −4  | 34 |
| 5  | KHL Mladost           | 24 | 7  | 3  | 1  | 13 | 90  | 110 | −20 | 28 |
| 6  | HK Slavija Ljubljana  | 24 | 6  | 2  | 5  | 11 | 68  | 97  | −29 | 27 |
| 7  | HDD Bled              | 24 | 7  | 1  | 2  | 14 | 86  | 111 | −25 | 25 |

Tabellens data är hämtade från Flashscore.

## Slutspel

### Kvartsfinal
- Partizan – Bled 2–0 i matcher
- Triglav Kranj – Slavija Ljubljana 2–0 i matcher
- Olimpija Ljubljana – KHL Mladost 2–0 i matcher

### Semifinal
- Partizan – Triglav Kranj 2–0 i matcher
- Maribor – Olimpija Ljubljana 0–2 i matcher

### Bronsmatch
- Maribor – Triglav Kranj 1–2 i matcher

### Final
- HK Partizan – Olimpija Ljubljana 3–2 i matcher